# 冒険王 〜Across the Legendary kingdom〜
「冒険王 〜Across the Legendary kingdom〜」（ぼうけんおう アクロス ザ レゲンダリィ キングダム）は、JAM Projectの39作目のシングル。2009年10月28日にLantisから発売された。

## 概要
- 前作「Battle No Limit!」から21日でのリリースであり、2009年での5作目のシングルとなった。
- オンラインゲーム『ラグナロクオンライン』のワールド大会と同ゲームのイメージソングのタイアップがついている。
- 初回生産分のみに『ラグナロクオンライン』のアイテムカードが封入された。
- 現在までにリリースされたシングル中、オリコン最高位（2022年現在）。

## 収録曲
全作詞・作曲：影山ヒロノブ
1. 冒険王 〜Across the Legendary kingdom〜 [5:02]
編曲：安瀬聖
  - オンラインゲーム『ラグナロクオンライン』RWC2009イメージソング
2. BIG BANG EXPLOSION 〜Song for Ragnarok Party〜 [4:44]
編曲：R・O・N
  - オンラインゲーム『ラグナロクオンライン』イメージソング
3. 冒険王 〜Across the Legendary kingdom〜（symphonic ver.） [5:22]
4. 冒険王 〜Across the Legendary kingdom〜（off vocal）
5. BIG BANG EXPLOSION 〜Song for Ragnarok Party〜（off vocal）